# Zisterzienserinnenabtei Vivegnis
Die Zisterzienserinnenabtei Vivegnis war von 1238 bis 1797 ein Kloster der Zisterzienserinnen in Oupeye, Provinz Lüttich, in Belgien.

## Geschichte
Die Augustinerinnen des 1123 gegründeten Doppelklosters in Beaufays (heute: Chaudfontaine), südlich Lüttich,  gründeten 1235 ein eigenes Kloster links der Maas, nördlich Lüttich, in einem Weinbaugebiet und traten 1238 in den Zisterzienserorden ein. Sie benannten ihr Kloster auf der Basis des lateinischen Wortes vinea oder vinetum (französisch: vigne, „Weingarten“), woraus im Laufe der Zeit der Name Vivegnis entstand, der noch als Name der Teilgemeinde Vivegnis der Stadt Oupeye erhalten ist. Das Kloster, das bis zu seiner Auflösung im Jahre 1797 bestand und am Schluss 12 Chordamen und drei Konversen beherbergte, wurde verkauft und abgebaut. Von 1959 bis 1960 wurden archäologische Grabungen vorgenommen, deren Ergebnisse heute überbaut sind. Es sind keine Reste vorhanden. Nur der Straßenname Rue de l’Abbaye zeugt von der einstigen Abtei.